# Il cagnaccio dei Baskervilles
Il cagnaccio dei Baskervilles (The Hound of the Baskervilles) è un film diretto da Paul Morrissey, parodia del romanzo Il mastino dei Baskerville di Arhur Conan Doyle.

## Trama
Sherlock Holmes e l'assistente Watson vengono ingaggiati a indagare sugli omicidi della famiglia di nobili, i Baskerville, a cui appare un cane intento ad azzannare gli eredi.

## Distribuzione Home Video
Il film è uscito in DVD per la Sinister Film il 31 gennaio 2018.